# لولا فالانا
لولا فالانا (Lola Falana) وسمها عند مولدها هو لوليتا إلين فالانا وولدت في 11 سبتمبر 1942 في مدينة كامدن بولاية نيو جيرسي، وهي مغنية وراقصة وممثلة أميركية من أصل كوبي وأفريقي. غادر والد فالانا كوبا ليصبح لحاما في الولايات المتحدة، حيث التقى زوجته. قضت فالانا معظم طفولتها في مدينة فيلادلفيا بولاية بنسلفانيا.

## روابط خارجية
- لولا فالانا على موقع IMDb (الإنجليزية)
- لولا فالانا على موقع روتن توميتوز (الإنجليزية)
- لولا فالانا على موقع ألو سيني (الفرنسية)
- لولا فالانا على موقع أول موفي (الإنجليزية)
- لولا فالانا على موقع قاعدة بيانات برودواي على الإنترنت (الإنجليزية)
- لولا فالانا على موقع قاعدة بيانات الأفلام السويدية (السويدية)
- لولا فالانا على موقع إن إن دي بي (الإنجليزية)
- لولا فالانا على موقع أول ميوزيك (الإنجليزية)
- لولا فالانا على موقع ديسكوغز (الإنجليزية)
- لولا فالانا على موقع قاعدة بيانات الفيلم (الإنجليزية)